# Điệp vụ Boston
Điệp vụ Boston (tựa gốc tiếng Anh: The Departed) là một bộ phim điện ảnh chính kịch tội phạm của Mỹ do Martin Scorsese đạo diễn và được công chiếu vào năm 2006. Kịch bản phim do William Monahan viết dựa trên kịch bản Vô gian đạo, tác phẩm ăn khách của điện ảnh Hồng Kông năm 2002. Lấy bối cảnh là thành phố Boston, Massachusetts, bộ phim nói về cuộc đối đầu kịch tính giữa hai điệp viên của cảnh sát và băng đảng gốc Ireland được cài vào tổ chức đối phương để hoạt động.
Với kinh phí 90 triệu đôla Mỹ, được thực hiện bởi đạo diễn hàng đầu Hollywood của thể loại phim hình sự cùng một dàn diễn viên tên tuổi, gồm Leonardo DiCaprio, Matt Damon và Jack Nicholson, Điệp vụ Boston đã được báo giới và công chúng chú ý ngay từ giai đoạn sản xuất. Sau khi công chiếu, bộ phim đã gặt hái nhiều thành công trên cả hai phương diện thương mại và nghệ thuật. Điệp vụ Boston đã thu về gần 300 triệu đôla trên phạm vi toàn cầu cũng như đem lại cho Martin Scorsese giải Oscar Đạo diễn xuất sắc nhất sau rất nhiều đề cử không thành công. Bản thân Điệp vụ Boston cũng chiến thắng tại hạng mục danh giá nhất của giải Oscar, hạng mục Phim hay nhất. Đây là bộ phim làm lại thứ hai trong lịch sử giải Oscar chiến thắng ở hạng mục quan trọng nhất này.

## Nội dung

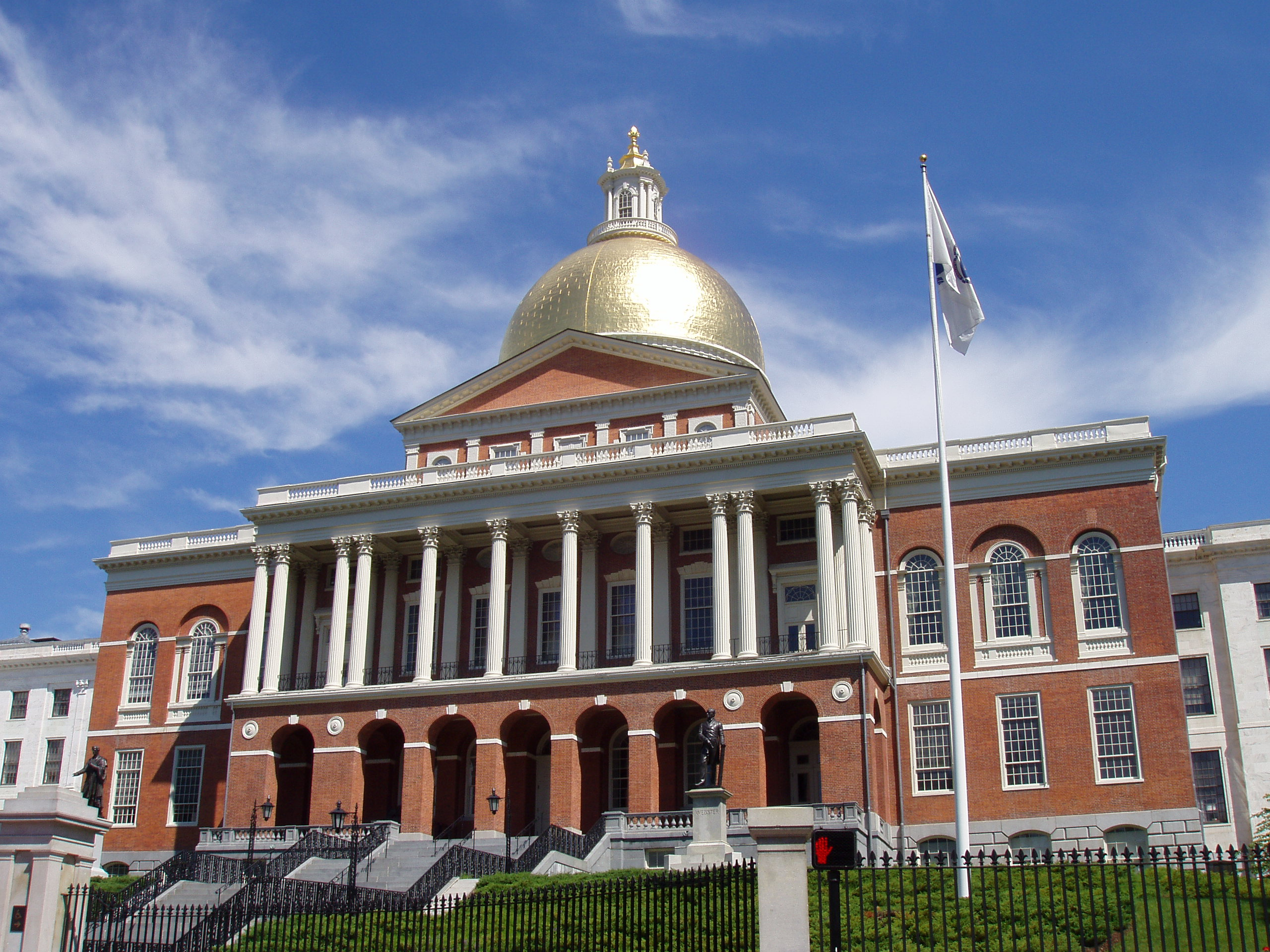
Tòa nhà Massachusetts State House với phần mái mạ vàng là điểm nhấn của phim.

Colin Sullivan là một cậu bé lớn lên ở khu tội phạm South Boston và Charlestown, từ khi còn nhỏ cậu đã được ông trùm tội phạm Francis "Frank" Costello chọn làm thuộc hạ thân tín trong tương lai. Sullivan được Costello gửi vào học tại trường đào tạo cảnh sát, với trí thông minh và sự hỗ trợ của ông trùm, anh nhanh chóng trở thành học viên ưu tú và tốt nghiệp loại xuất sắc trước khi được tuyển vào lực lượng điều tra đặc biệt của cảnh sát Massachusetts do Đại úy George Ellerby phụ trách - thành công đầu tiên của Costello trong việc cài điệp viên vào chính đơn vị điều tra hoạt động tội ác của mình. Ngược lại với Sullivan, William "Billy" Costigan Jr. có cuộc sống thiếu may mắn từ nhỏ. Anh sinh ra trong một gia đình có họ hàng dính líu đến tội phạm, vì vậy anh muốn trở thành cảnh sát với hi vọng sẽ có cơ hội tiêu diệt cái ác. Trước khi tốt nghiệp xuất sắc tại trường cảnh sát, người thân cuối cùng của Costigan là mẹ của anh cũng qua đời vì bệnh ung thư. Với một lý lịch đặc biệt như vậy, anh nhanh chóng được đơn vị chuyên thu thập thông tin bằng điệp viên ngầm của hai sĩ quan Oliver Charles Queenan và Sean Dignam tuyển dụng với mục đích đưa anh vào băng đảng Costello hòng tìm ra bằng chứng tội ác của ông trùm. Costigan bị sa thải khỏi lực lượng cảnh sát và tống vào tù một thời gian để tạo dựng cho anh một lý lịch không trong sạch, tránh sự nghi ngờ từ phe tội phạm.
Trong lúc Sullivan nhanh chóng thăng tiến và chiếm được lòng tin của Ellerby thì Costigan, thông qua việc hành xử hung hăng của anh tại khu South Boston cũng đã tìm được cách để Arnold French, cánh tay phải của Costello để ý đến, qua đó dần tiếp cận với ông trùm, đối tượng điều tra chính của cả tổ điều tra đặc biệt và đơn vị điệp viên của cảnh sát. Tình cờ là cả hai điệp viên của hai phía đều có tình cảm với nữ bác sĩ tâm lý Madolyn Madden, người sẵn sàng từ bỏ các công việc có lương cao để hoạt động trong lĩnh vực công ích với niềm tin sẽ làm được nhiều điều tốt cho xã hội. Nếu như Sullivan với một nhân thân trong sạch, nhanh chóng chiếm được cảm tình của bác sĩ Madden thì Costigan, người chỉ gặp Madden thông qua những buổi điều trị tâm lý bắt buộc, lại gây cho nữ bác sĩ cảm giác bất an. Cô vừa sợ sự hung hăng bề ngoài của anh, lại vừa tìm được ở anh một sự đồng cảm không thấy có ở người bạn trai Sullivan.
Trong một vụ vây bắt không thành cuộc mua bán giữa Costello và băng tội phạm người Trung Quốc, cả hai phía cảnh sát và tội phạm bắt đầu nghi ngờ về sự tồn tại của một điệp viên đối phương trong lực lượng mình. Về phía cảnh sát, một tổ điều tra đặc biệt được Ellerby thành lập và giao cho chính Sullivan chỉ huy với toàn quyền điều động lực lượng và tiếp cận hồ sơ tất cả nhân viên cảnh sát, chỉ duy nhất những hồ sơ của các điệp viên cảnh sát là Sullivan không thể đụng đến do sự bảo mật tuyệt đối của Queenan và Dignam. Còn ông trùm Costello cũng nhanh chóng gửi thông tin của thuộc hạ ông ta cho Sullivan kiểm tra chéo. Buổi trao đổi thông tin của Costello và Sullivan trong rạp chiếu phim khiêu dâm đã bị Costigan bí mật theo dõi, tiếc cho anh là Sullivan đã kịp thoát khỏi sự theo dõi vào phút cuối mà chưa để lộ bộ mặt của mình.
Với toàn quyền điều động lực lượng, Sullivan ra lệnh theo dõi Queenan sau khi nghe được lời khuyên từ chính ông là nếu muốn bắt điệp viên chỉ cần theo dõi kỹ kẻ mà điệp viên sẽ trao đổi thông tin (phía tội phạm là Costello còn phía cảnh sát là Queenan). Nghe tin Queenan tìm đến một ngôi nhà bỏ hoang rất có thể là để liên lạc với điệp viên của mình, Sullivan lập tức thông báo cho Costello mà không ngờ rằng Costello đã sai French và các thuộc hạ thân tín khác đến giết Queenan bằng cách ném ông từ trên tầng cao xuống đất, ông chết ngay trước mắt Costigan. Cái chết của Queenan đã khiến Dignam bắt đầu nghi ngờ Sullivan, nhưng chưa kịp làm gì thì Dignam đã bị Ellerby thuyên chuyển, thay vào đó là chính Sullivan, giờ đây đã có khả năng tiếp cận với đội ngũ điệp viên cảnh sát. Nhờ sự giúp đỡ của Costigan, Sullivan và lực lượng điều tra đặc biệt đã nhanh chóng khoanh vùng được vụ mua bán mới của Costello. Trong giờ phút quyết định, Sullivan đã giết Costello, lúc này đang chạy trốn khỏi sự vây bắt của cảnh sát, để mãi mãi chôn giấu quá khứ tội phạm của mình.
Sau khi Costello chết, Costigan trở về sở cảnh sát và yêu cầu Sullivan trả lại danh tính thật cho anh để anh có thể làm người bình thường. Tình cờ phát hiện ra chiếc phong bì đựng thông tin của thuộc hạ Costello trên bàn làm việc của Sullivan, Costigan nhận ra rằng kẻ điệp viên anh phải tìm bấy lâu nay hóa ra chính là người đang nắm giữ danh tính thật của mình, anh quyết định bỏ đi. Sự biến mất của Costigan làm Sullivan lo lắng rằng tay điệp viên cảnh sát đã phát hiện ra tung tích của mình, lập tức người hùng mới của đội điều tra đặc biệt xóa sạch danh tính thật của Costigan. Sullivan không ngờ rằng Costigan đang giữ một đoạn băng ghi âm lại cuộc nói chuyện của ông trùm Costello và điệp viên của ông ta. Anh gửi nó cho bác sĩ Madden, nay đã sống chung với Sullivan và bắt buộc Sullivan đến ngôi nhà bỏ hoang nơi Queenan bị sát hại để trao đổi danh tính.
Tại nơi trao đổi, Sullivan thông báo với Costigan rằng danh tính của anh đã bị xóa sạch. Trong cơn tức giận, Costigan khống chế Sullivan để trở lại sở cảnh sát nói hết sự thật. Nhưng ngay trong thang máy anh đã bị viên cảnh sát Barrigan, bạn cùng lớp của Sullivan, bắn chết với một viên đạn vào ngay đầu. Lúc này Barrigan mới tiết lộ rằng anh ta cũng là một điệp viên của Costello cài vào lực lượng cảnh sát cùng với Sullivan. Sau đó đến lượt Barrigan bị Sullivan giết. Kết thúc vụ án, Sullivan đề nghị tặng thưởng một Huân chương Công trạng (Medal of Merit) cho Costigan vì thành tích làm điệp viên. Sau đám tang danh dự theo đúng nghi thức cảnh sát của Costigan, Sullivan trở về nhà và bị Dignam bắn chết ngay khi bước vào cửa. Phim kết thúc với hình ảnh một con chuột chạy trên ban công nhà Sullivan, phía xa là nóc nhà mạ vàng của tòa nhà Massachusetts State House.

## Diễn viên
- William Matthew "Billy" Costigan Jr. (Leonardo DiCaprio): Điệp viên nằm vùng của cảnh sát Massachusetts trong băng tội phạm gốc Ireland. Sau khi tốt nghiệp xuất sắc trường cảnh sát, Costigan được lựa chọn làm nằm vùng vì anh không còn ai thân thích trừ một số bà con xa có quan hệ với giới tội phạm. Billy Costigan là một thanh niên nóng tính, luôn căng thẳng vì phải chứng kiến những hành động tội ác trong khi không thể ra tay ngăn chặn như một cảnh sát thực thụ. Tuy nhiên anh luôn là người sống sâu sắc, quan tâm tới những người xung quanh.
- Colin Sullivan (Matt Damon): Tay trong của bố già Francis Costello cài vào lực lượng cảnh sát Massachusetts. Xuất thân từ khu vực của người gốc Ireland, Sullivan được Costello lựa chọn từ nhỏ để trở thành tay sai đắc lực cho băng đảng tội phạm. Cũng như Costigan, Sullivan tốt nghiệp loại ưu ở trường đào tạo cảnh sát, nhờ đó anh thăng tiến nhanh chóng trong tổ chức cảnh sát và chiếm được cảm tình của bác sĩ tâm lý Madolyn Madden. Mặc dù vậy, lúc nào Sullivan cũng phải sống trong sự cảnh giác cao độ để che giấu tung tích thật sự cũng như cung cấp thông tin cho Costello.
- Francis "Frank" Costello (Jack Nicholson): Ông trùm của băng tội phạm gốc Ireland. Bề ngoài Costello là người điên khùng, hành xử tàn bạo, tuy nhiên thực chất ông ta luôn biết cách động viên và sử dụng tối đa những tay chân thân tín của mình cũng như tính toán chu đáo trong mọi vụ làm ăn để không sa lưới cảnh sát.
- Sean Dignam (Mark Wahlberg): Phó chỉ huy lực lượng điệp viên nằm vùng của cảnh sát Massachusetts. Dignam là người cục cằn, ăn nói thô lỗ với đồng nghiệp và cấp dưới. Thực ra ông là người tận tâm với công việc và sẵn sàng làm mọi việc để bảo vệ danh tính và mạng sống cho các điệp viên của mình.
- Oliver Charles Queenan (Martin Sheen): Chỉ huy lực lượng điệp viên nằm vùng của cảnh sát Massachusetts. Ngược với người phó Dignam, Queenan luôn cố gắng cư xử nhẹ nhàng và động viên cấp dưới hoàn thành nhiệm vụ.
- Madolyn Madden (Vera Farmiga): Bác sĩ tâm lý của lực lượng cảnh sát Massachusetts. Thay vì làm việc như một bác sĩ tư, Madden lại chọn hoạt động công ích vì cô muốn làm những điều tốt đẹp cho xã hội.
- Arnold French (Ray Winstone): Cánh tay phải của Frank Costello. French là một tay tội phạm gốc Ireland đích thực, người sẵn sàng làm những việc tàn bạo nhất để bảo vệ băng đảng và ông trùm Costello, kể cả việc giết người vợ "nhiều chuyện" của chính mình.
- George Ellerby (Alec Baldwin): Chỉ huy lực lượng điều tra đặc biệt của cảnh sát Massachusetts. Ellerby là người chịu trách nhiệm trực tiếp trong việc điều tra Costello, rất không may ông lại tin tưởng chọn chính Sullivan làm cấp dưới thân tín của mình.

## Sản xuất

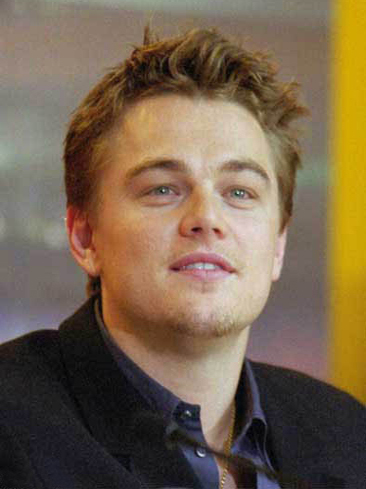
Leonardo DiCaprio, người thủ vai Billy Costigan.

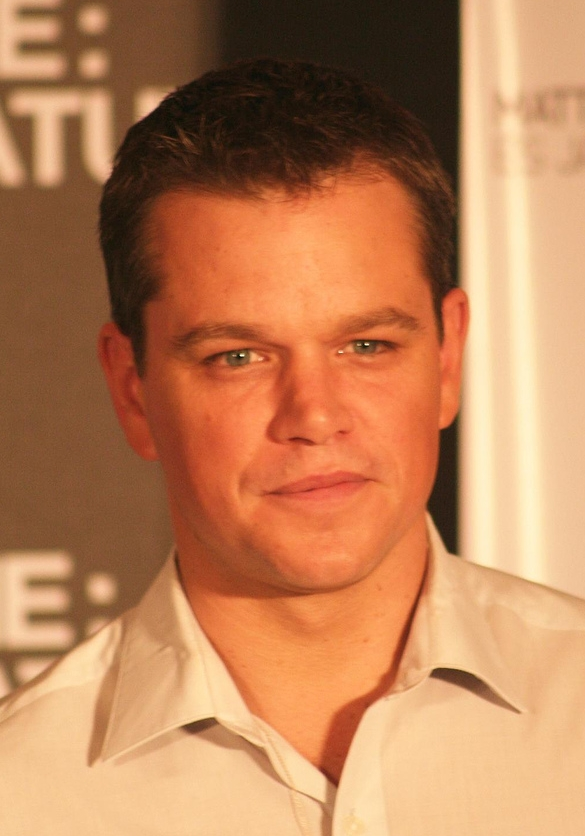
Matt Damon, người thủ vai Colin Sullivan.

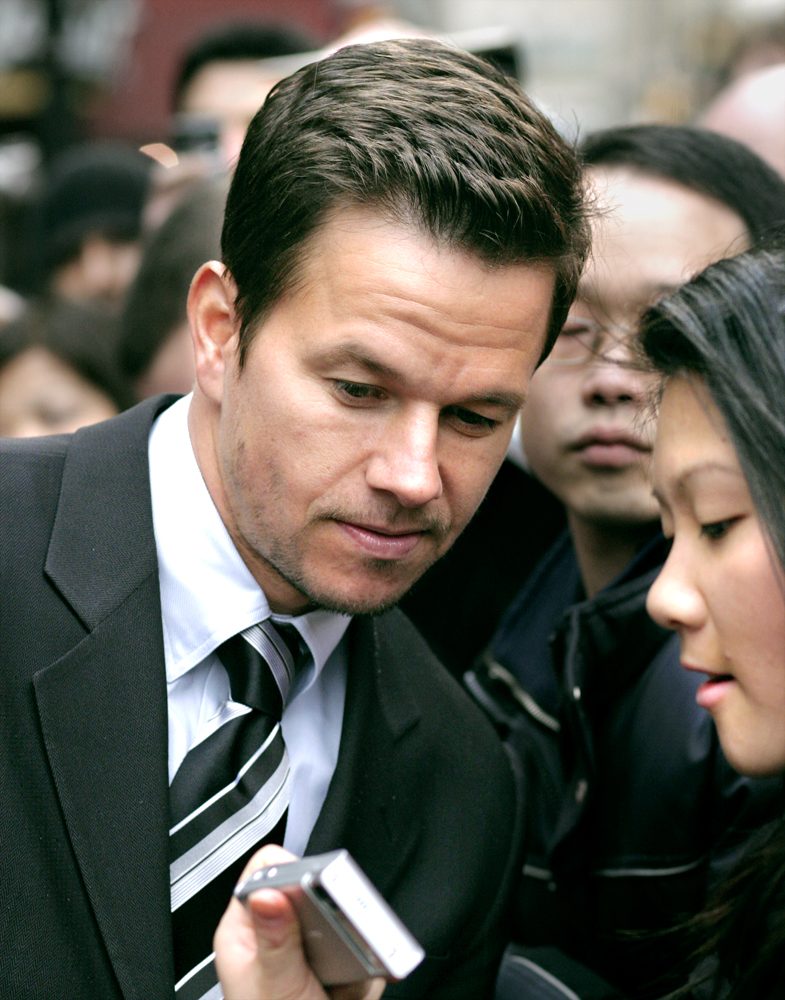
Mark Wahlberg, người thủ vai Dignam.

### Kịch bản
Sau khi công chiếu tại Hồng Kông năm 2003, Vô gian đạo đã gây tiếng vang lớn với một dàn diễn viên tên tuổi và kịch bản sáng tạo, nhiều kịch tính. Năm 2004, sau khi hoàn thành bộ phim The Aviator, Martin Scorsese quyết định thương lượng quyền làm lại Vô gian đạo vì cảm thấy hứng thú với kịch bản phim nói riêng và điện ảnh hành động-hình sự Hồng Kông nói chung. Hãng phim phụ trách quá trình thương lượng mua bản quyền là hãng Plan B Entertainment do Brad Pitt và Jennifer Aniston sở hữu. Ngay sau khi có được quyền làm lại, William Monahan, một người sinh ra ở Boston, Massachusetts đã bắt tay vào viết kịch bản chuyển thể nhằm biến bộ phim châu Á lấy bối cảnh Hồng Kông thành một bộ phim hình sự đúng chất Mỹ lấy bối cảnh thành phố Boston. Kịch bản này sau đó còn được sửa chữa nhỏ theo đề nghị của diễn viên Jack Nicholson vì Nicholson cho rằng vai Costello nên được xây dựng theo ý của ông, Scorsese và Monahan đã chấp nhận đề nghị này vì họ biết rằng đó là phong cách làm việc của ngôi sao gạo cội.

### Tuyển vai
Hai vai diễn quan trọng nhất của Điệp vụ Boston được đạo diễn Martin Scorsese nhắm cho hai ngôi sao trẻ của Hollywood là Matt Damon và Leonardo DiCaprio từ năm 2004 ngay khi kịch bản vẫn còn đang được William Monahan hoàn thiện. DiCaprio kể từ sau Gangs of New York (2002) và The Aviator (2004) đã bắt đầu được coi như một "De Niro mới" của đạo diễn Martin Scorsese (người từng thủ vai chính trong rất nhiều tác phẩm thành công của Scorsese như Taxi Driver, Raging Bull, Goodfellas), chính Scorsese cũng đã nói rằng việc hợp tác với DiCaprio trong các bộ phim thường diễn ra dễ dàng và đạt hiệu quả cao. Hơn nữa bản thân DiCaprio cũng lại rất hứng thú với kịch bản chuyển thể của William Monahan vì vậy anh đã nhanh chóng nhận lời vào vai Billy Costigan trong Điệp vụ Boston. Vốn không phải là người giỏi trong việc bắt chước âm điệu của các vùng khác nhau, DiCaprio đã chuẩn bị cho vai diễn bằng cách sống một thời gian ở South Boston ("Southie") và tiếp xúc với những cựu phạm người gốc ở đây, kết quả là khi phim bắt đầu quay DiCaprio đã có thể nói giống như một người "Southie" thực sự. Còn Matt Damon, vốn là người Cambridge, Massachusetts thuộc vùng Đại Boston (Greater Boston), cũng nhanh chóng nhận lời mời của nhà sản xuất Graham King sau khi đọc kịch bản và biết Scorsese sẽ là đạo diễn, cả hai ngôi sao này hầu như đều không cần thảo luận trước với Martin Scorsese vì họ rất tin tưởng và tài năng của đạo diễn bậc thầy này. Một diễn viên gốc Boston khác có vai diễn trong phim là Mark Wahlberg, anh được giao vai Dignam, người phụ trách mạng lưới điệp viên của cảnh sát, điều đặc biệt là thời còn trẻ khi sống ở Dorchester, Massachusetts, Wahlberg đã từng phải gặp rất nhiều rắc rối với pháp luật.
Một diễn viên đáng chú ý khác trong phim là Jack Nicholson, người nhận lời vào vai ông trùm Costello. Nicholson, người từng giành 3 giải Oscar và nổi tiếng với các vai diễn có vấn đề về tâm lý, được giới phê bình đánh giá là rất hợp với những phim hình sự mang phong cách Scorsese, nhưng phải chờ đến Điệp vụ Boston lần này, hai nghệ sĩ tên tuổi mới có dịp cộng tác chung. Những người cộng tác với Jack Nicholson trong Điệp vụ Boston đều nhận xét rằng ông là người khó hợp tác vì thường xuyên có những ý tưởng mới trong quá trình diễn xuất đôi khi khiến kế hoạch quay và cả kịch bản chi tiết phải thay đổi, tuy nhiên đó cũng là kinh nghiệm rất lý thú, nhất là cho những diễn viên trẻ như Damon và DiCaprio. Điệp vụ Boston lẽ ra có thể còn có sự góp mặt của một diễn viên gạo cội khác, đó là Robert De Niro, tuy nhiên De Niro đã phải từ chối Scorsese vì bận quay The Good Shepherd. Vai diễn dự định dành cho De Niro, vai Queenan, sau đó đã được giao cho Martin Sheen, người dẫn chuyện trong Apocalypse Now, đây cũng là lần đầu tiên Sheen hợp tác với đạo diễn Scorsese.
Vai nữ duy nhất trong phim, nhân vật bác sĩ Madden, được Scorsese giao cho Vera Farmiga sau khi nghe đề nghị của người phụ trách casting Ellen Lewis và xem bộ phim độc lập Down to the Bone (2005) trong đó Farmiga thủ vai chính. Mặc dù kém tên tuổi hơn nhiều so với các nam diễn viên chính trong phim nhưng Vera Farmiga vẫn cộng tác rất có hiệu quả với dàn diễn viên, đặc biệt là với Damon và DiCaprio. Cô cũng được đạo diễn Scorsese khen ngợi vì thái độ làm việc nghiêm túc và liên tục nghiên cứu vai diễn của mình.

### Quay phim
Điệp vụ Boston được bắt đầu quay từ tháng 4 năm 2005. Nếu như Vô gian đạo lấy bối cảnh là Hồng Kông với những khu nhà chọc trời san sát thì Điệp vụ Boston lại lấy bối cảnh là thành phố Boston, Massachusetts, đặc biệt là khu South Boston, nơi tập trung nhiều người gốc Ireland và cũng là nơi tồn tại nhiều băng đảng tội phạm và tệ nạn xã hội. Trong phim cũng xuất hiện nhiều hình ảnh tiêu biểu của Boston, nổi bật là tòa nhà Massachusetts State House với phần mái mạ vàng. Ngôi nhà của nhân vật Sullivan trong phim nhìn thẳng ra chiếc mái này và Điệp vụ Boston cũng kết thúc bằng hình ảnh con chuột trên ban công, phía sau là bóng mờ của mái vòm mạ vàng. Tuy nhiên thực tế thì phần lớn phim lại được quay ở Brooklyn, New York. Theo Scorsese và Monahan, việc sử dụng trường quay ở Brooklyn giúp giảm chi phi và thuận tiện hơn trong quá trình sản xuất. Phim được quay tại New York từ tháng 4 đến tháng 6 năm 2005, phần ngoại cảnh ở Boston (với các cảnh phim tại Harbor Point, Castle Island, New England Baptist Hospital và một số địa điểm khác) được thực hiện gói gọn trong một tháng kể từ ngày 17 tháng 6, sau đó đoàn làm phim quay trở lại New York đến cuối tháng 8 trước khi hoàn chỉnh nốt các cảnh quay ở Boston. Đây là quãng thời gian căng thẳng cho cả đoàn làm phim vì bên cạnh việc Jack Nicholson thường xuyên yêu cầu thay đổi kịch bản theo ý mình thì Martin Scorsese cũng nổi tiếng là người cầu toàn, ông thường cho thực hiện lại một cảnh quay rất nhiều lần.

## Nhạc phim
Điệp vụ Boston có hai album nhạc riêng biệt, một album nhạc dùng trong phim tập hợp các bản nhạc có sẵn, chủ yếu là các bài hát thuộc thể loại pop/rock được đạo diễn Martin Scorsese đưa vào tác phẩm, album thứ hai là album nhạc phim do Howard Shore sáng tác. Tuy bộ phim mở đầu với bản rock "Gimme Shelter" của nhóm The Rolling Stones nhưng bài hát này lại không xuất hiện trong album nhạc phim. Một số bài hát khác xuất hiện trong phim nhưng không có mặt trong album nhạc phim là "Thief's Theme" của Nas, "Well Well Well" của John Lennon, "Bang Bang" của Joe Cuba và Chương II Sextet của vở opera Lucia di Lammermoor do Donizetti sáng tác. Ca khúc nổi bật trong phim có thể kể tới "I'm Shipping Up to Boston" của nhóm punk rock Dropkick Murphys với phần lời do Woody Guthrie sáng tác, bài hát này đã được sử dụng nhiều lần sau đó và giúp đem lại danh tiếng cho nhóm Dropkick Murphys. Điệp vụ Boston cũng sử dụng bản phối "Comfortably Numb" (do Pink Floyd sáng tác) được Roger Waters và Van Morrison trình diễn trong buổi hòa nhạc tại Berlin năm 1990. Bộ phim được kết thúc với bản phối "Sweet Dreams" (Don Gibson sáng tác) do Roy Buchanan trình diễn.
Album thứ hai là tập hợp các sáng tác của Howard Shore dành riêng cho Điệp vụ Boston. Các nghệ sĩ trình diễn gồm Sharon Isbin, G.E. Smith, Larry Saltzman và Marc Ribot. Phần nhạc này được thu âm tại phòng thu của chính Shore ở New York. Đây là lần đầu tiên Howard Shore cộng tác với Martin Scorsese, trước đó ông từng sáng tác nhạc phim cho nhiều tác phẩm nổi tiếng như Sự im lặng của bầy cừu hay bộ ba phim Chúa tể của những chiếc nhẫn (đem về cho ông 3 giải Oscar nhạc phim và bài hát trong phim). Những bản nhạc Howard Shore dùng trong Điệp vụ Boston được đánh giá là mang nhiều màu sắc sống động và hòa nhập rất tốt với không khí dồn dập của những cuộc truy đuổi giữa hai điệp viên nằm vùng trong phim, chính đạo diễn Scorsese cũng cho biết ông rất yêu thích những sáng tác cho Điệp vụ Boston của Shore.
| Album nhạc dùng trong phim Điệp vụ Boston | Album nhạc dùng trong phim Điệp vụ Boston |
| --- | --- |
| 1. Comfortably Numb (Roger Waters và Van Morrison) - 7:59 2. Sail On, Sailor (Beach Boys) - 3:18 3. Let It Loose (Rolling Stones) - 5:18 4. Gimme Shelter (Rolling Stones) - 4:31 5. Sweet Dreams (Roy Buchanan) - 3:32 6. One Way Out (Allman Brothers Band) - 4:57 7. Baby Blue (Badfinger) - 3:36 8. I'm Shipping Up to Boston (Dropkick Murphys) - 2:34 9. Nobody But Me (Human Beinz) - 2:18 10. Tweedle Dee (LaVern Baker) - 3:10 11. Sweet Dreams (Of You) (Patsy Cline) - 2:34 12. The Departed Tango (Howard Shore, Marc Ribot) - 3:32 13. Beacon Hill (Howard Shore, Sharon Isbin) - 2:33 | The Departed Album soundtrack của nhiều nghệ sĩ Phát hành 7 tháng 11 năm 2006 Hãng đĩa Warner Sunset Sản xuất Jason Cienkus Đánh giá chuyên môn All Music Guide link |
| The Departed | |
| | |
| Album soundtrack của nhiều nghệ sĩ | |
| Phát hành | 7 tháng 11 năm 2006 |
| Hãng đĩa | Warner Sunset |
| Sản xuất | Jason Cienkus |
| Đánh giá chuyên môn | |
| - All Music Guide link | |

| Album nhạc phim Điệp vụ Boston | Album nhạc phim Điệp vụ Boston |
| --- | --- |
| 1. Cops or Criminals - 2:01 2. 344 Wash - 2:03 3. Beacon Hill - 2:36 4. The Faithful Departed - 3:01 5. Colin - 2:09 6. Madolyn - 2:14 7. Billy's Theme - 6:58 8. Command - 3:15 9. Chinatown - 3:16 10. Boston Common - 2:53 11. Miss Thing - 1:45 12. The Baby - 2:48 13. The Last Rites - 3:05 14. The Departed Tango - 3:38 15. Give Me Shelter - 3:05 | The Departed Album soundtrack của Howard Shore Phát hành 5 tháng 12 , 2006 Hãng đĩa New Line Sản xuất Jason Cienkus Đánh giá chuyên môn All Music Guide link |
| The Departed | |
| | |
| Album soundtrack của Howard Shore | |
| Phát hành | 5 tháng 12, 2006 |
| Hãng đĩa | New Line |
| Sản xuất | Jason Cienkus |
| Đánh giá chuyên môn | |
| - All Music Guide link | |

## Phát hành và đánh giá

### Phát hành
Điệp vụ Boston được công chiếu chính thức công chiếu ngày 6 tháng 10 năm 2006 và khởi chiếu ngày 3 tháng 8 năm 2007 tại các rạp ở Hà Nội. Phim được MPAA xếp loại R (người dưới 17 tuổi đi xem phải có người lớn đi kèm) vì nội dung và ngôn ngữ bạo lực cũng như có chứa các cảnh sử dụng chất gây nghiện. Trong tuần công chiếu đầu tiên tại Mỹ, phim đã thu về 26.887.467 USD, đứng đầu bảng xếp hạng doanh thu tuần, đây là tác phẩm thứ ba của Scorsese đạt được thành tích này sau tuần công chiếu đầu tiên. Điệp vụ Boston tiếp tục trụ lại top 10 phim ăn khách Bắc Mỹ trong 7 tuần sau đó, tổng cộng phim thu về 132.384.315 USD tại thị trường Bắc Mỹ và 289.835.021 USD nếu cộng thêm cả doanh thu từ thị trường quốc tế. Đây là phim ăn khách nhất của Martin Scorsese tính cho đến năm 2008, vượt xa phim đứng thứ hai là The Aviator (2004, 102,6 triệu USD).

### Đánh giá chuyên môn
Nhà phê bình Roger Ebert nhận xét về bộ phim.
Điệp vụ Boston sau khi công chiếu đã lập tức nhận được đánh giá tích cực từ cả công chúng và giới phê bình. Trên hệ thống tổng hợp kết quả đánh giá Rotten Tomatoes, phim nhận được 91% lượng đồng thuận dựa theo 278 bài đánh giá, với điểm trung bình là 8,24/10. Trên một trang thống kê phê bình điện ảnh khác là Metacritic, phim đạt số điểm 85 trên 100, dựa trên 39 nhận xét, chủ yếu là những lời khen ngợi.
Nhà phê bình nổi tiếng Roger Ebert chấm phim tối đa bốn sao, ông cho rằng Martin Scorsese đã sử dụng rất tốt những chất liệu của Vô gian đạo để tạo nên một tác phẩm mang phong cách riêng "của Scorsese", dàn diễn viên của phim, đặc biệt là Leonardo DiCaprio và Matt Damon đã diễn rất đạt cuộc sống hai mặt và những xung đột trong suy nghĩ của những điệp viên nằm vùng. Ông cũng khen ngợi cách thể hiện vai "ông trùm" Costello của Jack Nicholson, một nhân vật không phải "bố già" kiểu Ý, không phải tay tội phạm huênh hoang đê tiện, mà là một gã chỉ huy thông minh chỉ vì thiếu thông tin mà phải bước chân vào con đường diệt vong. James Berardinelli, một nhà phê bình nổi tiếng khác, cũng chấm phim tối đa bốn sao và cho rằng đây thực sự là một bi kịch kiểu Mỹ mang tính sử thi ("an American epic tragedy"), ông đánh giá Điệp vụ Boston hoàn toàn có thể sánh ngang với những tuyệt phẩm khác của Scorsese như Taxi Driver, Raging Bull và Goodfellas.
Ngược với rất nhiều lời khen dành cho phim, J. Hoberman của tờ Village Voice lại cho rằng tuy phim không phải là chán nhưng cũng không gây được cảm xúc nào cho người xem, còn diễn xuất của Jack Nicholson trong vai Costello thì lại hơi quá đà và vượt ra khỏi sự kiểm soát cần thiết của đạo diễn. Nhà phê bình nổi tiếng Stanley Kauffmann của tờ The New Republic thậm chí còn đánh giá rằng sự nhàm chán của Điệp vụ Boston chỉ chứng tỏ Martin Scorsese đã cạn kiệt sức sáng tạo, Jack Nicholson thì quá cường điệu vai diễn của mình còn cái kết của phim thì tầm thường một cách hài hước.

### So sánh với "Vô gian đạo"

Áp phích phim Vô gian đạo đã cho thấy sự khác biệt với Điệp vụ Boston khi chỉ tập trung vào hai nhân vật chính.

Theo lời người phát ngôn của Lưu Đức Hoa, người thủ vai Lưu Kiến Minh trong Vô gian đạo (tương ứng với vai Colin Sullivan của Matt Damon), thì ngôi sao điện ảnh Hồng Kông chấm Điệp vụ Boston 8/10 điểm, tuy nhiên anh cho rằng các nhân vật trong tác phẩm làm lại này chửi thề quá nhiều. Lưu Đức Hoa cũng không đồng ý với ý tưởng ghép hai nhân vật nữ trong Vô gian đạo (vai Lý Tâm Nhi của Trần Tuệ Lâm và Mary của Trịnh Tú Văn) lại thành một nhân vật nữ duy nhất và là điểm kết nối giữa Costigan và Sullivan (bác sĩ Madden do Vera Farmiga thủ vai). Anh còn nhận xét rằng hình tượng Sullivan do Damon xây dựng khá tương phản với nhân vật Lưu Kiến Minh của anh, nếu như Lưu Kiến Minh trong Vô gian đạo là một tay điệp viên dày dặn luôn lưỡng lự trước cái thiện và cái ác thì Colin Sullivan trong Điệp vụ Boston lại tỏ ra là một tên tội phạm tinh ranh từ đấu tới cuối phim.
Trong một bài phỏng vấn do CNN thực hiện, đạo diễn Lưu Vĩ Cường của Vô gian đạo nói rằng ông rất vui khi phim của mình được Martin Scorsese, một thần tượng trong nghề của chính Lưu, làm lại. Nhưng đồng thời đạo diễn họ Lưu cũng tỏ ý không hài lòng khi Điệp vụ Boston có quá nhiều điểm khác biệt so với bộ phim gốc, ví dụ triết lý Phật giáo trong Vô gian đạo hoàn toàn biến mất trong bộ phim làm lại, Điệp vụ Boston cũng có tuyến nhân vật dàn trải hơn chứ không chỉ tập trung vào hai nhân vật Trần Vĩnh Nhân (Lương Triều Vĩ thủ vai) và Lưu Kiến Minh (Lưu Đức Hoa) như trong Vô gian đạo. Lưu Vĩ Cường cũng cho rằng việc Scorsese thay đổi phần kết (để cho Sullivan chết trong khi Lưu Kiến Minh vẫn sống cho đến hết Vô gian đạo) là có thể hiểu được vì nó đáp ứng tốt hơn yêu cầu của khán giả Mỹ, ông đánh giá việc Điệp vụ Boston giành được giải Oscar là điều kỳ diệu vì nó được làm lại từ Vô gian đạo, một bộ phim theo Lưu là hoàn toàn đặt tính thương mại lên hàng đầu. Đạo diễn thứ hai của Vô gian đạo là Mạch Triệu Huy, người đồng thời cũng là đồng tác giả kịch bản gốc, khi trả lời phóng vấn tạp chí TIME cho biết rằng ông thấy thất vọng khi đạo diễn nổi tiếng của thể loại phim hình sự Martin Scorsese làm Điệp vụ Boston đã không giữ được tinh thần của truyện phim gốc. Về lễ trao giải Oscar trong đó Điệp vụ Boston có hai giải lớn là Phim hay nhất và Đạo diễn xuất sắc nhất, Mạch đồng tình với giải thứ hai cho Martin Scorsese nhưng ông tỏ ra ngạc nhiên khi tác phẩm làm lại phim của mình giành tượng vàng thay vì bộ phim ông đánh giá cao là Babel. Mạch Triệu Huy cũng không hài lòng với việc người xướng danh đã đọc nhầm tác phẩm gốc của Điệp vụ Boston là một "phim Nhật Bản".
| “                                                                    | Tôi không cho rằng bối cảnh Boston giống Hồng Kông. Tôi lấy từ bộ ba Vô gian đạo của Lưu Vĩ Cường ý tưởng về hai nhân vật điệp viên, và dù có thích hay không thì tôi cũng đưa nó vào những câu chuyện về lòng tin và sự phản bội. | ” |
| —Martin Scorsese trả lời câu hỏi về sự giống nhau giữa hai tác phẩm. | |   |

Khác với giới làm phim châu Á, các nhà phê bình điện ảnh Mỹ lại đánh giá khá cao cách chuyển thể Vô gian đạo của Martin Scorsese. David Ansen của tờ Newsweek khen ngợi kịch bản chuyển thể của William Monahan vừa giữ được những tình tiết và nút thắt chính trong cuộc đối đầu giữa hai điệp viên, lại vừa bổ sung những yếu tố mới giúp truyện phim phù hợp với bối cảnh thành phố Boston nước Mĩ. Tương tự như vậy, Glenn Kenny của tạp chí Premiere cho rằng phiên bản "Mĩ hóa" của Vô gian đạo này đã giữ được cốt truyện chính và có thêm những nút thắt mới giúp tạo sự khác biệt rõ ràng giữa bối cảnh của hai bộ phim. James Berardinelli của ReelViews thậm chí còn cho rằng nếu như Vô gian đạo chỉ là một bộ phim giải trí mang tính đột phá thì chính Điệp vụ Boston mới là kiệt tác vì Martin Scorsese chỉ giữ lại cốt truyện chính của Vô gian đạo và biến đổi hoàn toàn bộ phim làm lại thành một tuyệt phẩm mang phong cách Scorsese với những nhân vật được khắc họa rõ nét nơn, truyện phim chặt chẽ hơn, khiến khán giả dù đã biết trước kết cục của phim gốc cũng vẫn ngồi lại xem Điệp vụ Boston tới tận phút cuối cùng. Bên cạnh đó, tờ The New York Times đưa ra nhận xét rằng tuy Điệp vụ Boston lấy cốt truyện gốc từ Vô gian đạo nhưng trước đó chính bộ phim của Lưu Vĩ Cường và Mạch Triệu Huy đã chịu ảnh hưởng của phong cách làm phim hình sự từ Martin Scorsese, đạo diễn bậc thầy của thể loại này. Về phần mình, bản thân đạo diễn Martin Scorsese cũng nói rằng ông chỉ lấy những ý tưởng chính của Vô gian đạo và cố gắng tạo ra một tác phẩm tốt nhất theo kịch bản chuyển thể của Monahan, điều này trùng với nhận định của nhà phê bình Roger Ebert khi ông cho rằng tuy có nhiều điểm giống nhau giữa hai bộ phim nhưng đây hoàn toàn là một tác phẩm của Scorsese trên mọi khía cạnh.

### Top 10 phim
Điệp vụ Boston được rất nhiều nhà phê bình xếp vào top 10 phim hay nhất của năm 2006, một số nhà phê bình như James Berardinelli của ReelViews hay Richard Roeper của Chicago Sun-Times còn đánh giá đây là phim hay nhất năm. Dưới đây là danh sách vị trí xếp hạng của phim theo một số nhà phê bình có uy tín:
| Vị trí   | Bảng xếp hạng                            | Vị trí  | Bảng xếp hạng                               |
| -------- | ---------------------------------------- | ------- | ------------------------------------------- |
| Thứ nhất | James Berardinelli, ReelViews            | Thứ hai | Kyle Smith, New York Post                   |
| Thứ nhất | Richard Roeper, Ebert and Roeper         | Thứ hai | Richard James Havis, The Hollywood Reporter |
| Thứ nhất | Peter Travers, Rolling Stone             | Thứ hai | Richard Schickel, Tạp chí Time              |
| Thứ nhất | Rene Rodriguez, The Miami Herald         | Thứ ba  | Frank Scheck, The Hollywood Reporter        |
| Thứ nhất | Scott Tobias, The A.V. Club              | Thứ tư  | Glenn Kenny, Premiere                       |
| Thứ nhất | Charlie Lyons, The Purcellville Gazette  | Thứ tư  | Marc Savlov, The Austin Chronicle           |
| Thứ nhất | Philip Martin, Arkansas Democrat-Gazette | Thứ tư  | Michael Wilmington, Chicago Tribune         |
| Thứ nhất | Chris Kaltenbach, The Baltimore Sun      | Thứ tư  | Roger Ebert, Chicago Sun-Times              |
| Thứ hai  | Keith Phipps, The A.V. Club              | Thứ năm | Empire                                      |
| Thứ hai  | Mike Russell, The Oregonian              | Thứ năm | David Ansen, Newsweek                       |

### Giải thưởng và đề cử

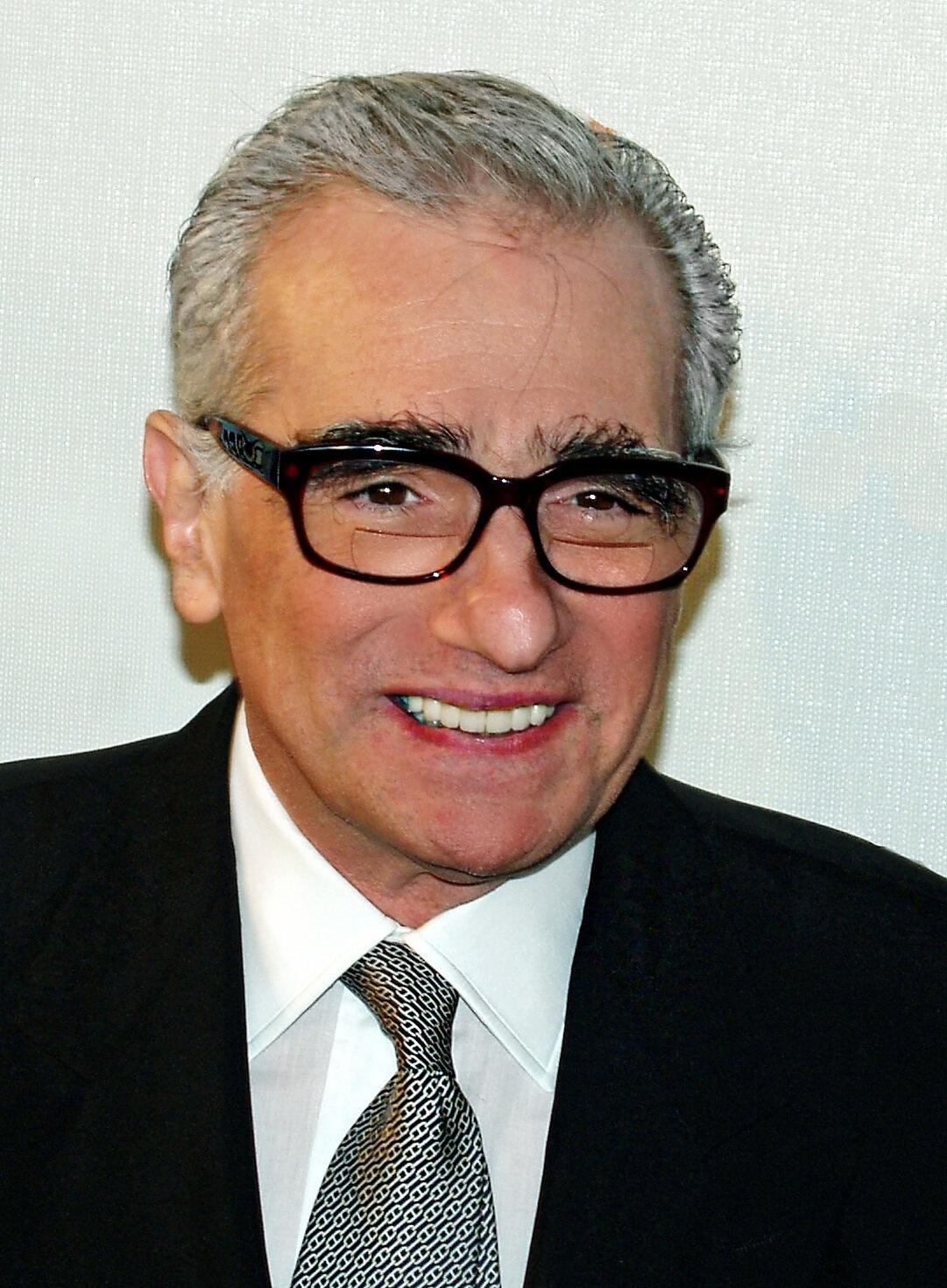
Với Điệp vụ Boston, cuối cùng Martin Scorsese cũng giành được Oscar đạo diễn sau 5 đề cử thất bại.

Được coi là một trong những phim hay nhất năm 2006, Điệp vụ Boston đã nhận được rất nhiều đề cử và giải thưởng từ các giải thưởng điện ảnh. Tại lễ trao giải Oscar lần thứ 79, phim đã chiến thắng tại 4 trong số 5 hạng mục được đề cử, bao gồm Phim hay nhất (cho Graham King), Đạo diễn xuất sắc nhất (cho Martin Scorsese), Kịch bản chuyển thể hay nhất (cho William Monahan) và Biên tập phim xuất sắc nhất (cho Thelma Schoonmaker). Mark Wahlberg được đề cử cho hạng mục Vai nam phụ xuất sắc nhất nhưng người giành tượng vàng ở hạng mục này là Alan Arkin (phim Little Miss Sunshine). Điệp vụ Boston đã vượt qua nhiều ứng cử viên sáng giá khác của hạng mục này là Babel (phim đã đánh bại Điệp vụ Boston tại giải Quả cầu vàng), The Queen (phim chiến thắng tại giải BAFTA), Letters from Iwo Jima và hiện tượng Little Miss Sunshine. Đây là bộ phim làm lại thứ hai trong lịch sử giải thưởng Oscar giành chiến thắng ở hạng mục Phim hay nhất (sau Ben-Hur năm 1959). Với Martin Scorsese, đây là lần đầu tiên ông giành giải Oscar sau 5 đề cử thất bại, khi lên nhận giải ông đã nói đùa rằng nên kiểm tra lại phong bì lần nữa cho chắc, một số phóng viên thậm chí nhận xét rằng tượng vàng lần này đến với Scorsese giống như "giải Oscar cho cống hiến sự nghiệp" hơn là giải Oscar cho đạo diễn xuất sắc. Còn với William Monahan, ông có được giải Oscar ở ngay lần đề cử đầu tiên cho kịch bản phim thứ hai trong sự nghiệp (sau kịch bản Kingdom of Heaven, 2005). Khi Monahan lên nhận giải, người xướng danh đã đọc nhầm kịch bản gốc mà ông chuyển thể, Vô gian đạo, thành phim Nhật Bản trong khi thực tế Vô gian đạo là một phim Hồng Kông.

## DVD và phần tiếp theo
Điệp vụ Boston được hãng Warner Brothers phát hành dưới dạng DVD ngày 13 tháng 2 năm 2007 gồm các phiên bản một đĩa màn ảnh thường (1:33:1), một đĩa màn ảnh rộng (2:40:1) và hai đĩa (phiên bản đặc biệt). Bên cạnh định dạng DVD, Điệp vụ Boston cũng được phát hành song song dưới hai định dạng HD DVD và Blu-ray. Phiên bản hai đĩa của Điệp vụ Boston còn bao gồm 24 phút phim tài liệu về các vụ án được Martin Scorsese sử dụng làm chất liệu cho phim, một phim tài liệu nói về quá trình thực hiện Điệp vụ Boston cùng các đoạn phim bị cắt không nằm trong bản phát hành chính thức ngoài rạp. Trong phim tài liệu, Martin Scorsese còn nói về những trải nghiệm tuổi thơ của ông ở khu Little Italy của Thành phố New York cùng những nhận xét của riêng ông về những tác phẩm nổi tiếng ông đã thực hiện như Taxi Driver (1976), Raging Bull (1980) và GoodFellas (1990).
Tháng 2 năm 2007, trong buổi phỏng vấn với Empire Magazine, Mark Wahlberg tiết lộ rằng có thể phần 2 của Điệp vụ Boston sẽ được thực hiện với nhân vật trung tâm là vai Dignam do anh thể hiện trong phim. Wahlberg cho biết trong phần 2 rất có thể sẽ xuất hiện hai diễn viên gạo cội từng nổi danh trong phim của Scorsese là Robert De Niro và Harvey Keitel. Theo diễn viên này thì William Monahan đã bắt đầu viết kịch bản và phim có thể sẽ quay từ "cuối năm này hoặc đầu năm sau." Tuy nhiên sau khi nhà sản xuất Brad Grey chuyển sang hãng Paramount Pictures thì kế hoạch Điệp vụ Boston 2 phải tạm hoãn vô thời hạn vì đây là dự án của hãng Warner Bros..